# Maróti Géza

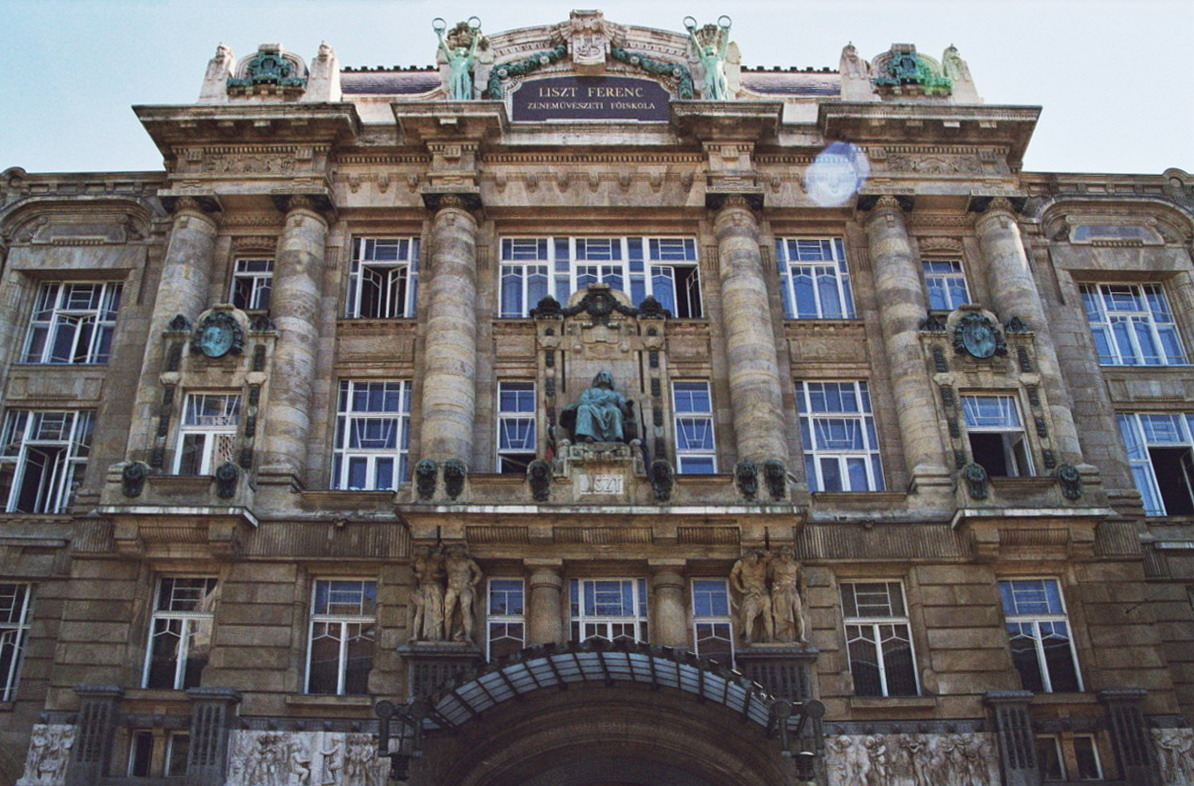
A Zeneakadémia homlokzata (1907) Maróti szobraival

Maróti Géza, születési nevén Rintel Géza (Barsvörösvár, 1875. március 1. – Budapest, 1941. május 6.) magyar építész, szobrász, festő, iparművész.
Bejárta a világot, igazi „világpolgár” volt. „Magyar sors”, hogy míg külföldön neves építészként dolgozhatott, hazájában jószerivel csak épületszobrászként és belsőépítészként foglalkoztatták. Később már úgy sem…
Élete főműve, a máig (teljes egészében) kiadatlan kultúrtörténeti mű, Atlantisz történetének monumentális feldolgozása.
„Az Atlantisz-könyv is egy beszámolás a saját lelkiismeretemnek, mely már kis nebuló koromban is megvolt, … és melyért oly sok mindent feláldoztam életemben.” (Maróti Géza)

## Családja
Lánya, Maróti Dorottya könyvillusztrátor, grafikus. Unokája, Bródy András Széchenyi-díjas közgazdász. Dédunokái, Bródy János Kossuth-díjas zenész, dalszövegíró és Bródy Mihály nyelvész.

## Életpályája
Felvidéki zsidó kereskedőcsaládba született; pályafutását kőfaragóinasként kezdte Oppenheimer Ignác épületszobrász műhelyében, később magánúton, saját erejéből képezte tovább magát Budapesten és Bécsben. 1900-ban a magyar fővárosban műhelyt nyitott, majd műtermet bérelt, és épületszobrász lett. 1908-ban XIII. Alfonz spanyol király látogatásakor őt kérték fel az Andrássy úti diadalkapu megtervezésére. Ebben az évben ő tervezte a VIII. Velencei biennálé fél évszázadig működő első magyar pavilonját.  Ezután kapott meghívást Mexikóba. Az első világháború kitörése előtt felépítette zebegényi nyaralóját, mely sajátos remete-lakként szolgált.
1927-ben Eliel Saarinen meghívására Amerikába ment. Detroitban dolgozott. Idővel beválasztották az USA Építészkamarájába. 1930-ban közel-keleti utazást tett Konstantinápolytól Jeruzsálemig, a keresztes hadak útján, lóháton. Kutatómunkát végzett a jeruzsálemi Salamon temploma rekonstrukciós munkáihoz. (Ezt a tervét a British Museum őrzi.) Az út inspirációjának hatására kezdett hozzá Atlantisz-könyvének munkálataihoz.
1932-ben hazatért Budapestre, ahol az Iparművészeti Iskola tanára és a Műegyetem építészmérnöki karán a mintázás előadója lett. 1937-ben végleg Zebegénybe költözött. 1941-ben munkanélküliként, Budapesten halt meg. A Fiumei úti sírkertben helyezték nyugalomra. Neje Fritz Leopoldina volt.

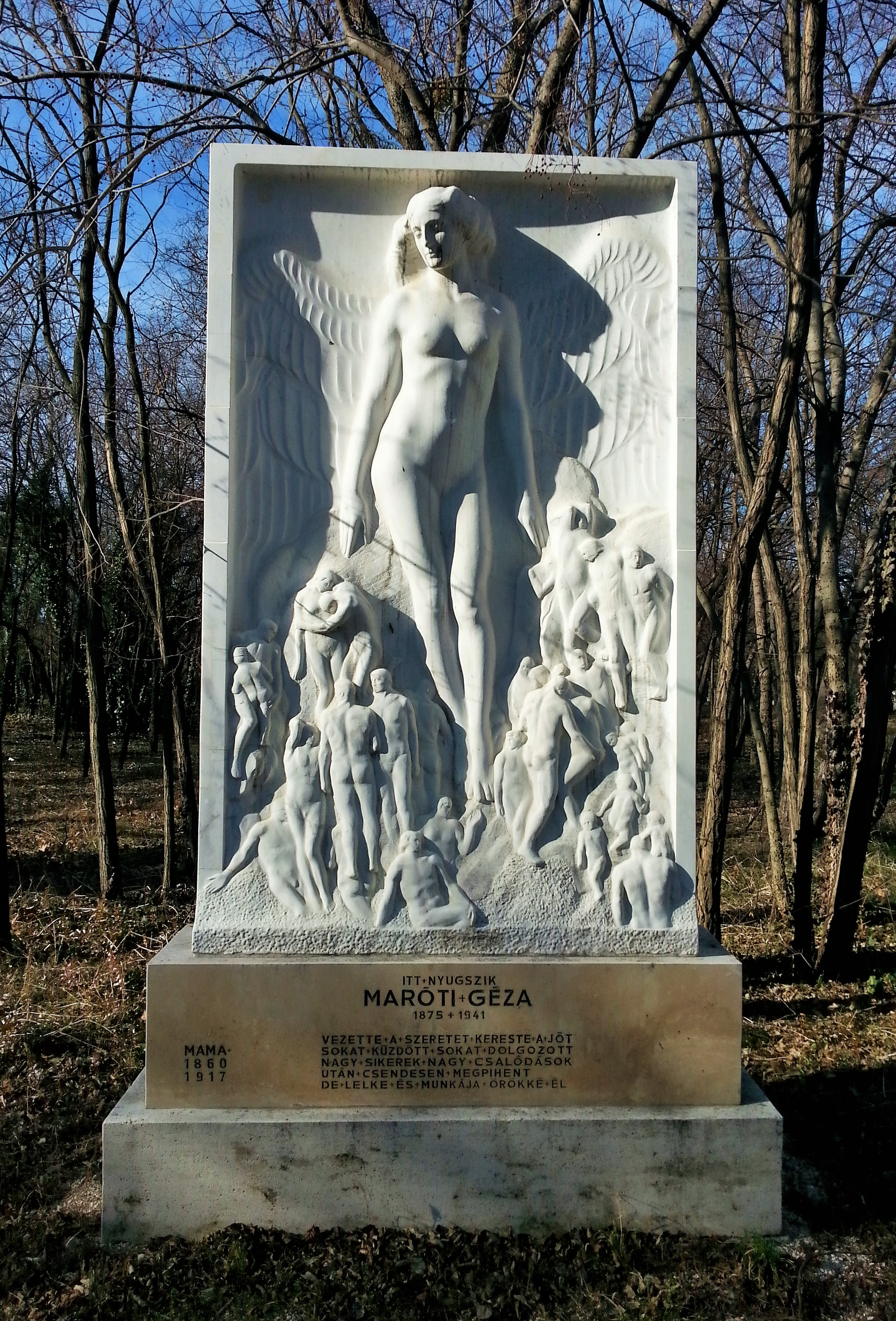
Maróti Géza sírja Budapesten. Kerepesi temető: 32-1-3. A művész saját alkotása

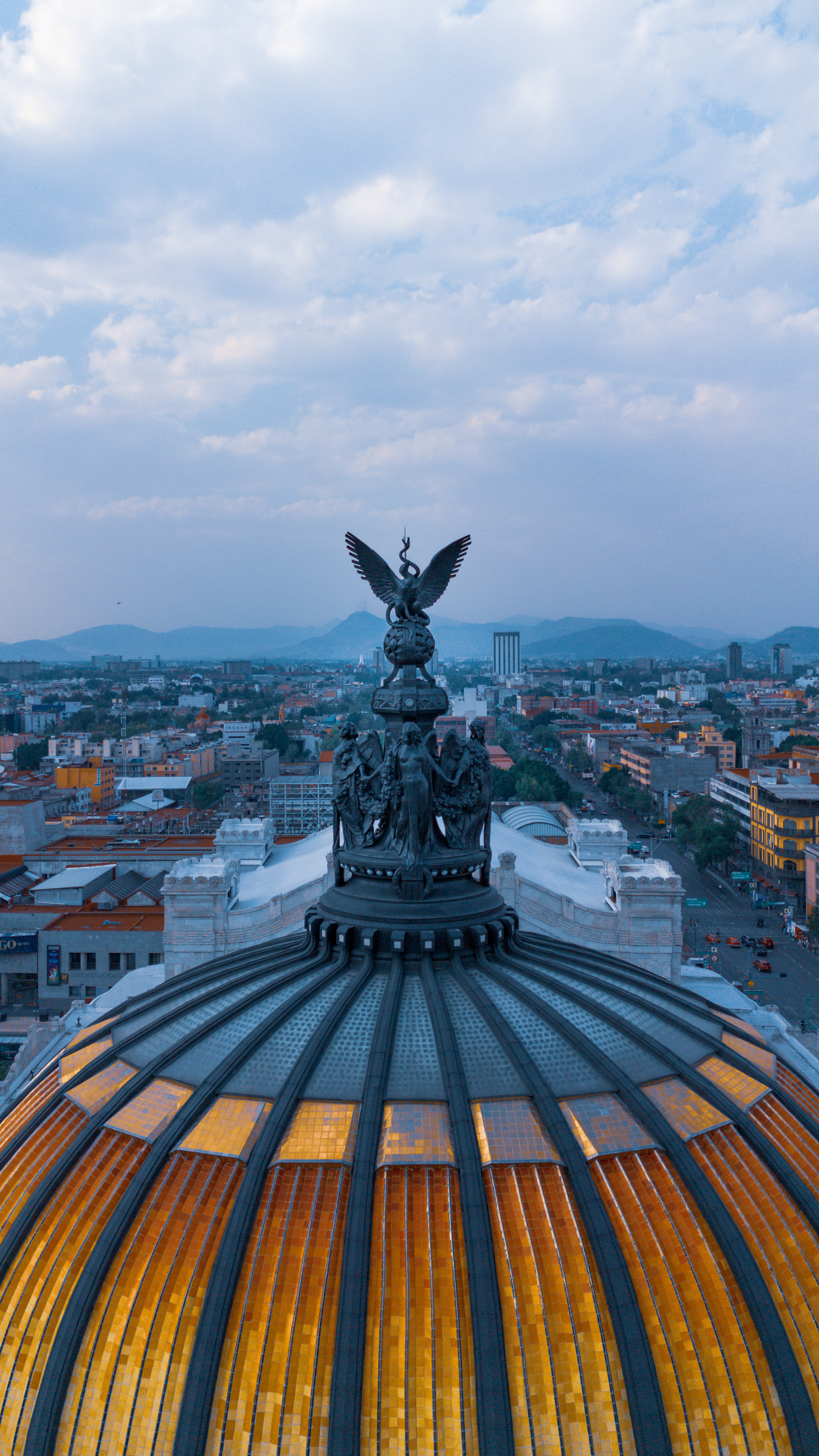
Szobrok a mexikói Szépművészeti Palota kupolájának tetején, 1909-ben.

## Főbb művei
- 1904–1907 – Zeneakadémia, Budapest, homlokzati szobrok
- 1905 – Staffenberg-ház, homlokzati szobrok

Gresham-palota, Budapest, épületszobrászat
Hitelbank, Budapest, homlokzatdíszek
Magyar Kereskedelmi Bank, Budapest, homlokzatdíszek
- 1905–1910 – Pesti Hazai Takarékpénztár, Budapest, épületszobrászat
- 1906 – Világkiállítási pavilon, Milánó. A csarnok a kiállítás ideje alatt leégett. A kényszerből, hirtelenjében felhúzott új pavilon jóval szerényebb lett az eredetinél, mégis díjak sokaságát kapta.
- 1908 – a Velencei biennálé magyar pavilonja
- 1908 – Mexikóváros Teatro Nacional (Mexikói Opera és Nemzeti Színház) belsőépítészeti és díszítőszobrászati munkái, a leendő színházépület tetején lévő szoborcsoport, és az előcsarnok terve, Körösfői-Kriesch Aladár közreműködésével

A nézőtér színes üvegkupolája (eredeti tervként Erzsébet királyné emlékművéhez készült) a maga korában a világ legnagyobb ilyen jellegű műve volt. A színházhoz készült terv a kilenc múzsát ábrázolja, Róth Miksa budapesti műhelyében készült.
A nézőtér kristály-mozaikfüggöny üvegfestményének terve a három nagy mexikói hegységet ábrázolja. Ezt, a még ma is egyedülálló üvegfüggönyt, amely a második világháború kitörése miatt már Amerikában készült, a nyugati szakirodalom már csak Tiffany nevével fémjelzi.
A munkálatokat még 1904. október 1-jén kezdték, de csak a mexikói forradalom után, 1932-ben folytatták, végül az épületet 1939. szeptember 29-én adták át, de már más rendeltetéssel: Szépművészeti Palota néven funkcionál.
- 1911 – Világkiállítási csarnok, Torino
- 1912–1914 – Maróti-villa, Zebegény

A ház a Duna áramlási rendszerének és a hegyek erővonalainak kitüntetett pontján épült, mintegy geobiológiailag tökéletes helyen.
Az emeletes épületben és a mellette lévő műteremben több világkiállítás modellje is készült, valamint a Velencei biennálé Magyar Házának bútorai.
A kertben a Kacsás Kút másolata, Árpád-házi Szent Erzsébet szobra, melynek modellje a művész felesége volt. A szobrot az államosításkor kidobták, ám a zebegényiek megmentették. A ház később kórházi kihelyezett részlegként működött, emiatt állaga veszélyesen leromlott. 1989 után kerülhetett csak újra magánkézbe a villa.
- 1922 Budapest, Kelenhegyi út 21., Révai Mór villája
- 1927–1932 – Detroit épületeinek bronz és gránitszobrai, valamint épületplasztikái

További amerikai munkák: Fisher Building, Detroit. Bronz- és gránitszobrok, falfestmények
Livingstone Memorial világítótorony, Cranbrook Academy of Art Museum, Foreman Bank Building, Hurison Motor Co. Building, Times Building
- Egyetemi és Sportközpont terve Lágymányosra, benne a monumentális Nemzeti Stadionnal (nem épült meg)
- 1935–1938 – Országzászló, Hősök emléke és Hősök tere Krisztus-oszloppal a  zebegényi Kálvária-hegyen. A háború és a szovjet uralom miatt befejezetlen maradt.
- 1933–1940 – Az elsüllyedt Atlantisz rekonstrukciójával kapcsolatban több mint hatszáz oldalas tanulmányt készített Mi vagyunk Atlantisz címmel, amelyet nem sokkal halála előtt fejezett be. Németül írta, és biztosítandó a mű fennmaradását, annak összefoglalását Angliába, tartalomjegyzékét Amerikába küldte.

Utolsó fejezete Rudolf Steiner Atlantiszról szóló munkásságát is méltatja.

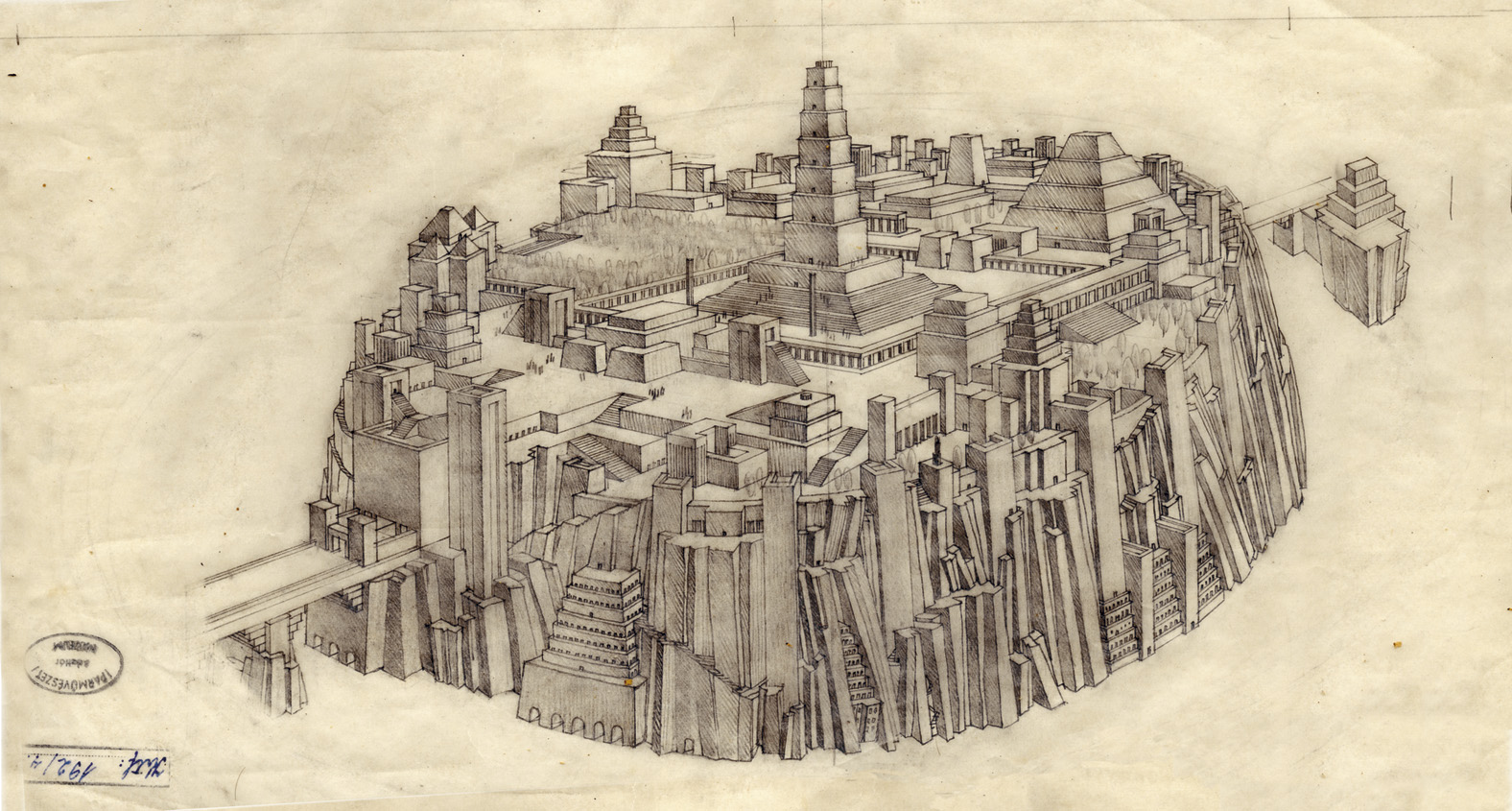
Maróti Géza Atlantisz-modelljének terve

Több síremléket is tervezett (pl. Vázsonyi Vilmosé) a Salgótarjáni utcai zsidó temetőben. A Fiumei úti sírkertben álló saját síremlékét is önmaga tervezte meg.
Atlantisz városának méreteiben is lenyűgöző makettje a Velencei biennálé, az Ernst Múzeum, és a megszüntetett Millenáris Park-i kiállítás után, 2002-ben az Iparművészeti Múzeumban volt látható.
Maróti Géza emlékét őrzi a Biblioteca “Geza Marotti” Edificio La Nacional, Mexikóvárosban.

## Híres tanítványa
Bokros Birman Dezső szobrászművész